# The Masquerader (film 1914)
The Masquerader è un cortometraggio muto del 1914. Il nome del regista non viene riportato nei titoli.

## Produzione
Il film fu prodotto dalla Kalem Company.

## Distribuzione
Distribuito dalla General Film Company, il film - un cortometraggio in due bobine - uscì nelle sale cinematografiche statunitensi il 28 gennaio 1914.